# Tranvia di Dubai
La tranvia di Dubai (in arabo ترام دبي, tarām dubay, IPA: [taraːm dʊˈbɑj]) è una tranvia, situata nell'emirato di Dubai, che collega il distretto di Dubai Marina ad Al Sufouh. Lunga 10,6 km, possiede 11 stazioni, di cui due, Jumeirah Lakes Towers e Dubai Marina, fungono da interscambio con la linea rossa della metropolitana di Dubai, mentre un'altra, Palm Jumeirah, funge da interscambio con la monorotaia Palm Jumeirah che collega l'omonima isola alla terraferma.
È la prima tranvia fuori dall'Europa ad usare per l'alimentazione la tecnologia APS dell'Alstom, che con l'aggiunta di una terza rotaia tra i due binari permette di eliminare la linea aerea.

## Storia
La progettazione e la costruzione della linea tranviaria di Dubai furono affidate ad un consorzio internazionale formato da tre imprese: la francese Alstom, la belga Besix e l'americana Parsons. Il progetto venne quindi suddiviso in due fasi.
I lavori della fase 1, comprendente 11 stazioni per una lunghezza di 10,6 km, iniziarono nel 2010, ma furono in seguito sospesi a causa di problemi finanziari. La costruzione della linea venne quindi ripresa nel gennaio 2011, con il 30% delle strutture già realizzate. A metà 2014, è iniziata la fase di test mentre l'apertura al pubblico è avvenuta il 12 novembre 2014. I costi della prima fase sono stimati in circa 3,18 miliardi di dirham.
La fase 2, ancora in progettazione, comprenderà invece 8 stazioni per una lunghezza di 4 km e coprirà il percorso dall'attuale capolinea di Al Sufouh fino al Mall of the Emirates, con una diramazione verso Madinat Jumeirah.

## Gestione
La gestione della linea è affidata alla Serco Group, per conto della Dubai Roads & Transport Authority. Il servizio inizia alle 6:30 del mattino e termina più o meno all'1:30; il venerdì, giorno di riposo per i musulmani, il servizio inizia alle 9:00 anziché alle 6:30. La massima frequenza che la linea può attualmente raggiungere è di 6 minuti.
La guida dei tram è affidata a più di 80 guidatori qualificati. Per garantire la sicurezza dei passeggeri, ogni guidatore deve sottoporsi all'alcol test, e solo dopo averlo passato può mettersi alla guida del convoglio. Tutte le vetture sono dotate anche del dispositivo vigilante che ogni guidatore deve schiacciare ogni 3-5 secondi per dimostrare di stare prestando attenzione. Se il guidatore non preme il dispositivo il tram si arresta automaticamente.

## Materiale rotabile
La tranvia di Dubai usa 11 Alstom Citadis 402. Ogni convoglio è lungo 44 metri ed ha una capacità massima di 408 passeggeri; la velocità massima è di 50 km/h mentre quella commerciale di circa 20 km/h. Sono tutti predisposti per l'utilizzo della tecnologia Alimentation par le Sol o APS dell'Alstom, l'alimentazione avviene quindi tramite terza rotaia e non attraverso la linea aerea. Questa tecnologia fu utilizzata la prima volta nella rete tranviaria di Bordeaux.
Ogni vettura ha due classi, la Gold Class e la Silver Class, ed esistono anche spazi dedicati solo a bambini e donne. La prima vettura fu presentata a Mattar Al Tayer, presidente della Dubai Roads and Transport Authority, il 14 giugno 2013, presso la fabbrica dell'Alstom situata a La Rochelle.